# Maximilian Hofbauer
Maximilian Hofbauer (* 2. Januar 1990 in Landshut) ist ein deutscher Eishockeyspieler, der seit 2022 beim EV Dingolfing aus der Bayernliga unter Vertrag steht.

## Karriere
Hofbauer begann seine Karriere im Nachwuchs des EV Landshut, wo er ab der Saison 2005/06 für die Juniorenmannschaft in der Deutschen Nachwuchsliga aktiv war. In der DNL gehörte der Offensivspieler zu den punktbesten Angreifern seines Teams und erzielte bereits in seiner ersten Spielzeit in 41 Ligapartien 28 Scorerpunkte. Während der Saison 2007/08 wurde er erstmals in den Kader der Profimannschaft in der 2. Bundesliga berufen, kam jedoch nicht zum Einsatz.
Seine ersten Spiele im Profibereich absolvierte er im darauffolgenden Jahr, als er in zwei Partien für die Landshut Cannibals auf dem Eis stand. Hierbei konnte er keinen Punkt erzielen und kassierte zwei Strafminuten. Während der Saison 2008/09 schloss er sich den Eisbären Juniors Berlin aus der Oberliga Nord an, mit denen er nach der Hauptrunde den letzten Platz der Oberliga Nord-Gruppe belegte. Auf Grund der gezeigten Leistungen, Hofbauer erzielte in 48 Spielen 31 Punkte, wurden die Verantwortlichen der Schwenninger Wild Wings auf den Linksschützen aufmerksam und verpflichteten ihn im April 2009. Im Oktober 2010 wurde Hofbauer von den Schwenningern an den EHC München aus der Deutschen Eishockey Liga ausgeliehen, kam aber nur zu einem Einsatz in der DEL. 2013 verließ er die Wild Wings und wechselte innerhalb der zweiten Spielklasse (DEL2) zu den Starbulls Rosenheim.
Zwischen 2015 und 2021 spielte Hofbauer beim EV Landshut, mit dem er 2019 Oberliga-Meister wurde und in die DEL2 aufstieg. 2021 kehrte er zu den Starbulls zurück, die zwischenzeitlich in die Oberliga abgestiegen waren. Seit 2022 spielt er bei den Dingolfinger Isar Rats, mit denen er den Aufstieg aus der Bayerischen Landesliga in die Bayernliga schaffte. In der Saison 2023/2024 verletzte Hofbauer sich und hat seitdem kein Spiel mehr bestritten.

### International
Hofbauer wurde 2008 erstmals für die deutsche Juniorennationalmannschaft nominiert, mit der er im gleichen Jahr an der U18-Junioren-Weltmeisterschaft in Russland teilnahm. Dort erreichte er mit dem deutschen Team nach einer Viertelfinalniederlage gegen die USA den fünften Platz. Dabei absolvierte er sechs Spiele und erzielte dabei zwei Scorerpunkte.

## Statistik
(Stand: Ende der Saison 2008/09)